# テッド (映画)
『テッド』（英語: Ted ）は、セス・マクファーレン監督・脚本・製作、マーク・ウォールバーグ、ミラ・キュニス、マクファーレン主演による2012年のアメリカ合衆国のロー・ファンタジーコメディ映画。
コメディ映画だが内容はブラックコメディ寄りで、過激な描写や汚い言葉が多数使われていることから、R指定されている国が多い。日本では2013年1月18日にR15+指定で字幕版と日本語吹き替え版が公開され、その後7月5日に「大人になるまで待てない! バージョン」と称し、通常版をファミリー向けに再編集した日本語吹き替え版がPG12指定で公開された。
マクファーレンの長編映画監督デビュー作であり、メディア・ライツ・キャピタルが製作し、ユニバーサル・ピクチャーズが配給した。

## ストーリー
1985年のクリスマス・イヴの日、ボストン郊外に住むジョン・ベネット少年はサンタさんに「一人でいいから親友がほしい」と祈る。翌朝プレゼントでもらったテディベアに『テッド』と名付けてかわいがり、さらに命が宿るように祈るとそれが叶うのであった。以後、ジョンは命を吹き込まれたテッドと親友となり共に暮らし成長する。そして月日は流れ27年後の2012年、ジョンは35歳になり、テッドは見た目は変わらないものの中身はすっかりオッサンのようになってしまう。
会社員となったジョンは親元を離れて親友のテッドと、ジョンの恋人・ロリーの“3人”で暮らしている。かつて「生きているぬいぐるみ」としてマスコミに取り上げられ、国民的キャラクターとして一世を風靡したテッド。しかし年と共に中年になったテッドは、今や落ちぶれ、酒と女とマリファナ漬けの日々を送っていた。一方、35歳になったジョンは職場で昇進話が出るも仕事に身が入らず、休日にはテッドと共にマリファナを回し飲みし、子供の頃のように『フラッシュ・ゴードン』のビデオを見ては一日中ダラダラと過ごしている。しかも、雷が鳴るといまだにテッドが一緒じゃないと眠れない、いつまでたってもガキのままであった。
ロリーは、ジョンがいつまでも大人になれず、結婚する決意もできないのは、テッドと一緒に暮らしているからだと考えるようになる。進展しない2人のすきを突いて、ロリーは上司・レックスから口説かれてうんざりしている。ある時テッドとジョンが散歩中にテッドのファンの男性・ドニーと出会い、「テッドを売って欲しい」と言われるがもちろんそんな話には乗らない。交際4年目の記念日の晩、ジョンとロリーが食事を終えて帰ると、何人もの売春婦を呼んで乱痴気騒ぎをしているテッドに、ついにロリーの怒りが爆発した。ロリーに促されたジョンは、テッドに家を出るよう提案し、2人は初めて離れ離れの大人の生活を始める。
いざ離れて暮らすジョンだったが、勤務中にテッドから遊びに誘われて作り話をでっち上げて会社を早退してしまう。その夜、そのことがバレてロリーに叱られたジョンは、決意を新たに精神的に大人の男になると宣言する。数日後、レックスの豪邸で開かれるパーティーに招待されたロリーとジョンだった。そこへテッドからまたしても遊びに誘われたジョンは今度こそ断ろうとするが、憧れの俳優サム・J・ジョーンズと一緒にいると聞く。その言葉にジョンはレックスに頼んで「30分で戻るからロリーには内緒にしてくれ」とテッドのもとへ。その後テッドたちと楽しい時を過ごしたジョンが我に返った頃には約束の時間をとっくに過ぎ、パーティーを抜け出したことがロリーにバレてしまう。
言い訳をするも一方的にロリーから別れを告げられたジョンは、彼女と別れた責任をテッドに押し付ける。2人は殴り合いのケンカの末和解し、テッドはジョンとロリーのよりを戻す方法を考える。後日レックスとデートに行ったロリーの後をつけたジョンとテッドは、二人が親密になるのを阻止。翌朝、テッドはロリーに会って謝罪し、ジョンにもう一度チャンスを与えてほしいと頼む。ロリーと別れた直後一人でいたテッドは、ドニーによって誘拐されてしまい、監禁された部屋から脱出を試みる。

## 登場人物
テッド
ジョンの親友で、出会って27年目になる。中年男性の声になり、日常会話で下ネタやブラックジョークなど下品な言葉を使うようになっている。また売人から手に入れたマリファナ（日本版では「毒キノコ」）をやったり、女性とエッチなことをしたりと本能のままに生きる。ジョンのケータイの自身の着信メロディは、ナイトライダーのテーマ曲が使われている。兄弟のようにいつも2人で仲良く過ごしているが、あくまでも互いに「親友」と語っている。体の大きさは子供並みだが、見た目のフワフワした質感に反して時に大人でも打ち負かしてしまうほどの腕力を持つ。自堕落な暮らしをしていたが、ジョンの家を出て、スーパーに就職し一人暮らしを始める。
若年期のテッド
当初普通のくまのぬいぐるみだったがジョンの願いにより命が宿る。テディベア人形の名称から最初の頃は『テディ』と名付けられるが、いつの間にか『テッド』と呼ばれるようになる。ハグをすると「だいちゅきー(大好き)！」と自動音声が流れる。言葉遣いは、子供のような愛くるしい声と言葉遣い。ジョンと出会った数日後にテレビのニュースで「(話して動ける)奇跡のテディベア」として伝えられ世間に知れ渡る。
ジョン・ベネット
35歳。レンタカー店に勤務する従業員。付き合って4年目の彼女・ロリーに愛情はあるが、結婚に踏み切れずにいる。見た目も気も悪くないが、自堕落で優柔不断で責任感がなく子供っぽい性格。支店長昇進の話が打診されているが、彼自身は仕事に身が入らぬ模様で今が楽しければいいという考えの持ち主。ダンスと歌と雷が苦手。テッドは「27年間ずーっと一緒の親友」なため、離れて暮らそうとは一度も考えた事はない。映画『フラッシュ・ゴードン』やドラマ『チアーズ』の大ファン。テッドが自宅で複数の売春婦と乱痴気騒ぎを起こしたことが原因でロリーの怒りを買い、テッドと別居する。
若年期のジョン・ベネット
8歳。友達が一人もおらず、近所の子供たちから仲間外れにされている。自分に自信がなく内向的な性格。クリスマスに両親から贈られたテディベアに命が宿るよう願い、魂が宿ったテッドと友人になる。子供の頃から雷が苦手で、テッドと二人で「オレたちは『雷兄弟』だから雷も落ちてこない」と雷除けのまじないとして呼び合い、その後は二人の絆を確かめ合う意味でも使っている。
ロリー・コリンズ
ジョンの恋人で同棲している。広告会社の幹部社員として働くキャリアウーマンで才色兼備な女性。ジョンの好きな所は「心が広くて面白い所」。ただしジョンが精神的に大人になりきれていないことにやや不満を持っている。同居するテッドともそれなりに仲良く過ごしているが、本音はジョンと二人の生活がしたいと考えている。ジョンのケータイの自身の着信メロディは、『ダース・ベイダーのテーマ』が使われている。職場の上司から毎日のように自慢話を聞かされたり言い寄られていることに嫌気が差している。ペンシルベニア州出身。
レックス
ロリーの上司で社長の息子。自身の輝かしい高校時代や家にある高額な貴重品などの自慢話が大好き。「金持ちでハンサム」を自称。プライドの高さが邪魔をして素直になれない性格。ロリーに好意を寄せているため、彼氏であるジョンに見下した態度を取る。後日談で、ジョンがロリーと結婚したのを期にロリーを諦め会社を退社。後に重い鬱病になり、屁の爆発で他界したと説明される。
ガイ
ジョンの同僚。酔うと記憶がなくなるタイプ。女性と肉体関係を持っているが、途中で自分がゲイであることに気づく。
トーマス
ジョンが働くレンタカー店の支店長。自身は1ヶ月後にさらに昇進してジョンが次期支店長になる予定。しかし、それまでにジョンが仕事でミスをしないかヒヤヒヤしている。
タミ・リン
スーパーのレジ係の若いキラキラネームのヤンママ。同じ店で働き出したテッドと親しくなる。普段はテッドの下ネタを面白く聞いている。ただし怒った時はガラの悪い言葉を使う。
フランク
スーパーの店長でテッドの雇い主。変わり者で、面接で下ネタを言ったテッドの採用を決めたり、彼が勤務中に仕事をすっぽかしてもなぜか好意的な態度を示す。
ミン
テッドの隣の部屋の住人。英語を片言で話す中華人民共和国出身。テッドと自身の部屋の間の壁にサム・J・ジョーンズが穴を開けてしまったため怒鳴り込んでくる。壁に毛沢東の肖像画を飾っており、ガチョウを飼っている。
ドニー
子供の頃からテッドの熱狂的ファン。執念深い性格で怒ると暴力的になる。言葉遣いに厳しく、他人がロバートの前で下品な言葉を使うと不機嫌になったり激昂する。ジョンにテッドを譲って欲しいと申し出る。また、作中ではティファニーの「I Think We′re Alone Now」を踊っている。
ロバート
ドニーの息子。ぽっちゃり体型の子供(テッド曰く“デブガキ”)。父親の影響を受けて自身もテッドのファン。独占欲が強く、子供扱いすると怒るなど短気な性格。過去に汚い言葉を使った時にドニーからお仕置きされたことがある。後日談で、専属のトレーナーを付け、大幅な減量に成功し、テイラー・ロートナーの様になったと説明される。
スティーヴ・ベネット
ジョンの父。テッドが始めて喋って動いた時は、恐怖心を抱き警察を呼ぼうとする。
ヘレン・ベネット
ジョンの母。友達がいないジョンにテッドという新しい友だちができたことを喜ぶ。
サム・J・ジョーンズ（本人役）
映画『フラッシュ・ゴードン』の主人公役。子供の頃のジョンとテッドにとって憧れのヒーロー。後に友達を介してテッドと知り合い、テッドの家のパーティに訪れる。
ノラ・ジョーンズ（本人役）
野外コンサート会場で自身のコンサートを開く。テッドとはちょっとした縁で数年前からの知り合い。テッドのことを『毛もじゃの変態さん』と呼び慕う。
トム・スケリット（本人役）
トーマスとは友達。
ナレーター
ジョンが子供の頃にテッドと会った経緯や、本編ラストで登場人物たちの後日談を語る。

## キャスト
| 役名                     | 俳優                               | 日本語吹き替え     | 日本語吹き替え | 日本語吹き替え |
| 役名                     | 俳優                               | オリジナル版       | PG12版         | PG12版         |
| 役名                     | 俳優                               | 劇場公開・ソフト版 | フジテレビ版   | 劇場公開版     |
| ------------------------ | ---------------------------------- | ------------------ | -------------- | -------------- |
| テッド（声）             | セス・マクファーレン               | 有吉弘行           | 有吉弘行       | 遠藤純一       |
| ジョン・ベネット         | マーク・ウォールバーグ             | 咲野俊介           | 咲野俊介       | 咲野俊介       |
| ロリー・コリンズ         | ミラ・キュニス                     | 斎藤恵理           | 斎藤恵理       | 斎藤恵理       |
| レックス                 | ジョエル・マクヘイル               | 三木眞一郎         | 三木眞一郎     | 三木眞一郎     |
| ドニー                   | ジョヴァンニ・リビシ               | 落合弘治           | 落合弘治       | 落合弘治       |
| ロバート                 | エイディン・ミンクス               | 沢城みゆき         | 沢城みゆき     | 沢城みゆき     |
| ガイ                     | パトリック・ウォーバートン         | 立木文彦           | 立木文彦       | 立木文彦       |
| トーマス                 | マット・ウォルシュ                 | 大塚芳忠           | 大塚芳忠       | 大塚芳忠       |
| タミ・リン               | ジェシカ・バース                   | 小島幸子           | 小島幸子       | 小島幸子       |
| フランク                 | ビル・スミトロヴィッチ             | 飯塚昭三           | 飯塚昭三       | 飯塚昭三       |
| スティーヴ・ベネット     | ラルフ・ガーマン                   | 相沢まさき         | 相沢まさき     | 相沢まさき     |
| ヘレン・ベネット         | アレックス・ボースタイン           | 安達忍             | 安達忍         | 安達忍         |
| ターニャ・テリー         | ローラ・ヴァンダーヴォート         | 弓場沙織           | 弓場沙織       | 弓場沙織       |
| 若年期のジョン・ベネット | ブレトン・マンリー                 | 田村睦心           | 田村睦心       | 田村睦心       |
| 若年期のテッド（声）     | ゼーン・コワンズ                   | 釘宮理恵           | 釘宮理恵       | 釘宮理恵       |
| 若年期のテッド（声）     | タラ・ストロング                   | 釘宮理恵           | 釘宮理恵       | 釘宮理恵       |
| ジーナ                   | ジンジャー・ゴンザーガ             | てんちむ           | てんちむ       | てんちむ       |
| トレイシー               | ジェシカ・ストループ               | 福田桃代           | 福田桃代       | 福田桃代       |
| ミシェル                 | メリッサ・オードウェイ             | 今泉宏美           | 今泉宏美       | 今泉宏美       |
| サム・J・ジョーンズ      | サム・J・ジョーンズ                | 羽佐間道夫         | 羽佐間道夫     | 羽佐間道夫     |
| テッド・ダンソン         | テッド・ダンソン                   | 小野健一           | 小野健一       | 小野健一       |
| ノラ・ジョーンズ         | ノラ・ジョーンズ                   | 松本梨香           | 松本梨香       | 松本梨香       |
| トム・スケリット         | トム・スケリット                   | 岩崎ひろし         | 岩崎ひろし     | 岩崎ひろし     |
| ミン                     | ロバート・ウー                     | 岩崎ひろし         | 岩崎ひろし     | 岩崎ひろし     |
| アリックス               | ジョン・ヴィーナー                 | 明平鉄平           | 明平鉄平       | 明平鉄平       |
| ニュースキャスター       | マイク・ヘンリー                   |                    |                |                |
| ウェイター               | ダニー・スミス                     |                    |                |                |
| ナレーター               | パトリック・スチュワート           | 富田耕生           | 富田耕生       | 富田耕生       |
| ジャレッド               | ライアン・レイノルズ（カメオ出演） |                    |                |                |

2015年8月28日のフジテレビ系列『金曜プレミアム』ではPG12版を有吉弘行が新たに吹き替えたバージョンを放送（解説ナレーター - バッキー木場）。

## 製作
セス・マクファーレンにとっては実写映画監督デビュー作であり、コンピュータアニメーションはティペット・スタジオとIlouraが手がけた。脚本はマクファーレンの他に、『ファミリー・ガイ』で共同したアレック・サルキンとウェルズリー・ワイルドが執筆した。撮影は2011年5月よりマサチューセッツ州のボストンなどで行われた。

## 公開
北アメリカでの公開日は当初2012年7月13日を予定していたが、『アイス・エイジ4/パイレーツ大冒険』、『G.I.ジョー バック2リベンジ』との競合を避けるために2012年6月29日に変更された。オーストラリアでは2012年7月5日、イギリスおよびアイルランドでは8月1日に公開された。日本では2013年1月18日に公開された。

### 批評家の反応
Rotten Tomatoesでは193件のレビューで支持率は69%、平均点は6.5/10となった。Metacriticでは37件のレビューに基づき、62/100という値を出した。ロジャー・イーバートは4ツ星満点で3ツ星半を与え、「（今年では）最高のコメディ脚本」と評した。
一方で『ニューヨーク・タイムズ』のA・O・スコットは、「退屈で、怠惰で、独創性に欠ける」と評した。

### 興行成績
2012年10月24日時点では全世界で5億66万5740ドル、北米だけでは2億1866万5740ドル、北米以外では2億8200万ドルを売り上げている。2012年のユニバーサル作品としては『スノーホワイト』、『バトルシップ』を超えて最高の売上であり、また、同年の同社で唯一4億ドルを突破している作品である。
米国でR指定となったコメディ映画の北米外興行収入が2億ドルを超えるのは『ハングオーバー!! 史上最悪の二日酔い、国境を越える』に続いて2例目である。2012年10月16日には『ハングオーバー! 消えた花ムコと史上最悪の二日酔い』の世界興行収入4億6900万ドルを抜いた。
北アメリカ
公開初日の深夜上映では260万ドルを売り上げた。公開初日全体では、R指定コメディとしては『ハングオーバー! 消えた花ムコと史上最悪の二日酔い』以来最高となる2020万ドルを売り上げた。
公開初週末3日間では5440万ドルを売り上げ、同じくR指定の『Magic Mike』（3920万ドル）を抑えて1位となった。これは（続編ではない）オリジナルのR指定のコメディとしては史上最高のオープニング記録である。また、同じ週末にR指定の映画が同時に2100万ドル以上を売り上げたのは史上初めてのことであった。
日本
全国134館（257スクリーン）で公開され、R15+指定ながらも2013年1月19、20日の土日2日間で興収3億2615万1000円、動員22万9581人（初日の金曜日を含む3日間では興収4億0394万8700円、動員28万7250人）になり、映画観客動員ランキング（興行通信社調べ）で初登場第1位となった。

### 受賞
- 第68回毎日映画コンクール TSUTAYA映画ファン賞外国映画部門（2013年）[29]
- 第85回アカデミー賞　歌曲賞(ノミネート)

## テレビ放送
| 回数 | テレビ局   | 番組名（放送枠名） | 放送日            | 放送時間      | 放送分数 | 視聴率 | 備考 |
| ---- | ---------- | ------------------ | ----------------- | ------------- | -------- | ------ | --- |
| 1    | フジテレビ | 金曜プレミアム     | 2015年8月28日(金) | 21:00 - 22:52 | 112分    | 8.9%   | 2か国語放送 『テッド2』公開記念 「大人になるまで待てない!バージョン」として、一部の場面のカットや台詞を変更したものが地上波初放送された。テッド役はオリジナル版の有吉弘行が新たに吹き替えた。 |
| 2    | 日本テレビ | 映画天国           | 2020年3月10日(火) | 1:59 - 3:59   | 120分    | 1.3%   | 関東ローカル |
| 3    | テレビ東京 | サタ☆シネ          | 2023年8月6日(日)  | 2:45 - 4:35   | 110分    | 0.6%   | 2か国語放送 関東ローカル |

- 視聴率はビデオリサーチ調べ、関東地区・世帯・リアルタイム。